# Boris Gămurari

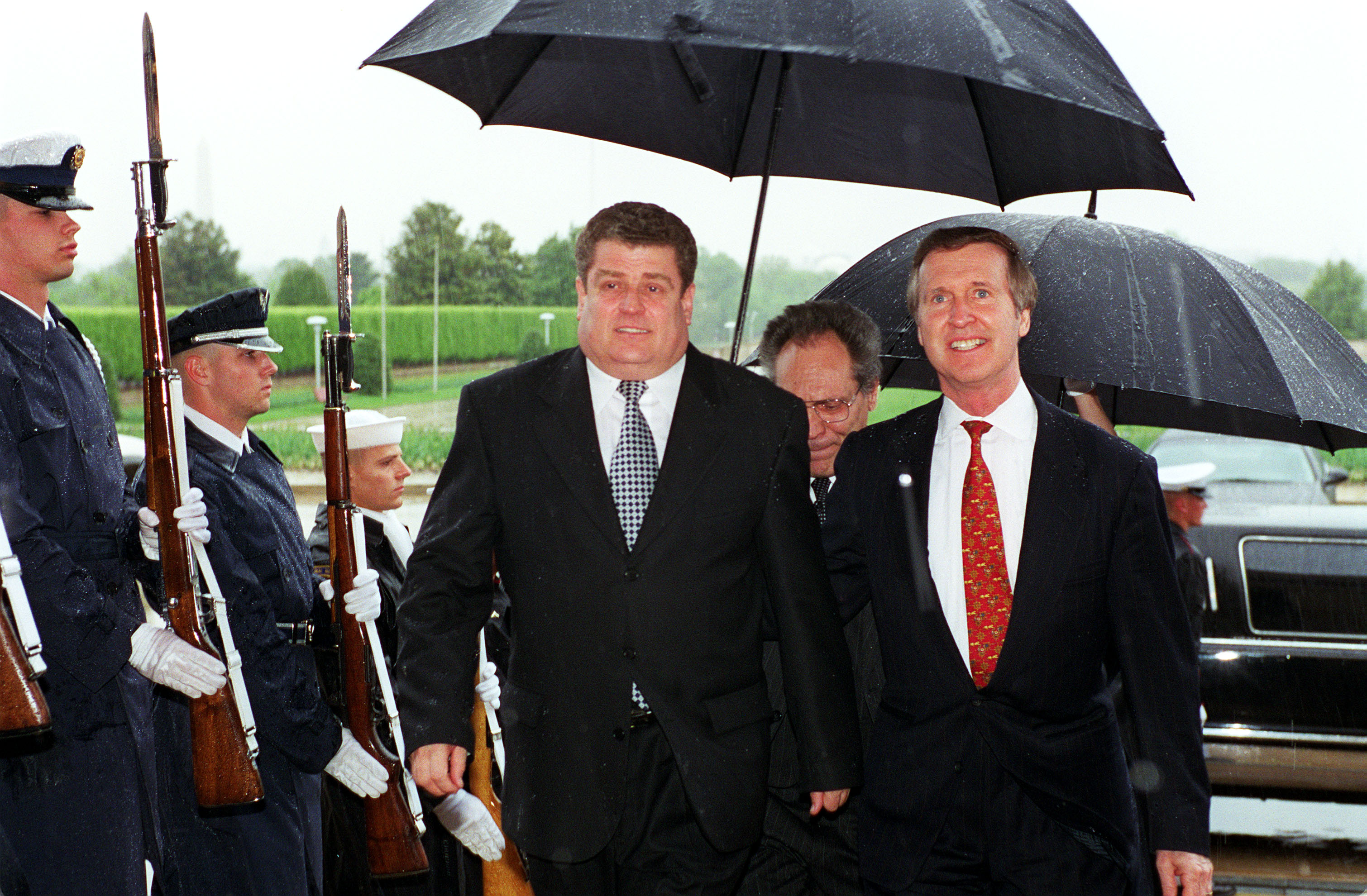
Secretarul Cohen escortează ministrul Apărării, Boris Gamurari, din Republica Moldova, în Pentagon.

Boris Gămurari (n. 1 decembrie 1946, Văscăuți, raionul Florești, RSS Moldovenească, URSS) este un om politic din Republica Moldova. În 2016 i s-a conferit titlul de Cetățean de Onoare al satului Văscăuți. 

## Studii
Absolvent al Universității de Stat din Moldova or. Chișinău (1969) - facultatea de istorie și aspirantura la AȘM, stagiere la Universitatea de Stat "M.Lomonosov" or. Moscova (1987). Doctor în științe istorie, conferențiar universitar. 

## Activitate profesională
După absolvirea Universității de Stat din Moldova (a.1969) și-a satisfăcut serviciul militar în trupele de grăniceri în regiunea Amur (Federația Rusă), în calitate de ofițer de stat major. Revenit în Moldova, în perioada 1971-1983 a activat în organele de tineret și de partid la nivel local (mun. Chișinău) și cel republican. Între anii 1983-1988 a fost șef al Catedrei de Științe Umanistice (USM). După declararea independenței Republicii Moldova, a deținut următoarele funcții: din 1991-1994 este Șef al  Departamentului Pază Frontieră al Ministerului Securității Naționale, vice ministru al Securității Naționale (deține gradul de colonel); din 1997-1999 este  Director General al Departamentului Controlului Vamal al Republicii Moldova/consilier de stat de rangul I al Serviciului Vamal (deține gradul de General-colonel); în perioada anilor 1999-2001 este Ministru Apărării Naționale a RM. Din 2001 și până în 2005 a activat în calitate de vice director general al companiei "Lukoil-Moldova". În anii 2005-2009 a fost Ambasador Extraordinar și Plenipotențial al Republicii Moldova în Polonia. În anii 2012 -2016 a fost consilier pentru probleme de drept și securitate corporativă al președintelui "Moldova Gaz" S.A. A fost decorat cu: Ordinul "Gloria Muncii"(a.2006),"Crucea de Ofițer al Ordinului de Merit al Republicii Polone"(2009), crucea "Pentru Merit" cl. I al Serviciului Vamal al Republicii Moldova. Cu ocazia aniversării a 20-ea a Independenței Republicii Moldova, pentru merite în crearea trupelor de grăniceri și fortificarea Armatei Naționale, a fost decorat cu Ordinul "Credința Patriei" clasa I, cu șapte medalii ale autorităților naționale și internaționale.  Boris Gamurari este autorul a mai multor cărți: "La marile cotituri ale vieții" (2004),"Despre trecut și prezent" vol.1 (2005)/vol.2 (2010)/vol.3(2014)/ vol.4(2016), "Polonia: așa cum am cunoscut-o..." (2010). În mai 2013 a ieșit de sub tipar cartea "Boris Gamurari. Omul de Stat" din seria "Personalitatea țării"(autori Academicianul S.Evstratiev și jurnalistul D.Kalac).
S